# Agenzia per le erogazioni in agricoltura
 AGEA è l’acronimo di Agenzia per le Erogazioni in Agricoltura, ente di diritto pubblico sottoposto alla vigilanza del Ministero dell'agricoltura, della sovranità alimentare e delle foreste, e al controllo della Corte dei conti. È stata istituita con il decreto legislativo 27 maggio 1999 n. 165, come agenzia sostitutiva della precedente AIMA - Azienda di stato per gli Interventi nel Mercato Agricolo.  
AGEA ha sede legale a Roma e una sede a Bruxelles, di collegamento con l’Unione europea. 
Organizzazione struttura e funzionamento sono definiti e disciplinati dal decreto legislativo 21 maggio 2018 n.74 e successive modifiche e integrazioni, dallo statuto e dai regolamenti interni. 
Dal 2022 l'Agenzia è guidata da Fabio Vitale.

## Storia
L’Agenzia per le erogazioni in agricoltura è istituita con D.lgs. 165/1999. È un ente di diritto pubblico non economico con autonomia statuaria, regolamentare, organizzativa, amministrativa, finanziaria e contabile, che opera nei processi di erogazione in agricoltura.  
Sotto il profilo storico, l’Agenzia nasce a seguito della soppressione dell’Agenzia per gli Interventi sul Mercato Agricolo (AIMA), operativa dal 1966 al 1999 e istituita allo scopo di rispondere agli importanti cambiamenti avvenuti in quegli anni a livello europeo.  
Nel 1957, con la firma del trattato che istituì la Comunità economica europea (CEE), fu prevista l’istituzione di un mercato comune e il graduale riavvicinamento delle politiche economiche degli Stati membri, attribuendo alla Comunità stessa il compito di promuovere uno sviluppo armonioso delle attività economiche. In tale contesto nasce anche la Politica Agricola Comune (PAC), introdotta nel 1962 per prevedere, a livello europeo, un insieme di regole comuni dedicate al comparto agricolo nell’ottica di uno sviluppo equo e stabile dei Paesi membri. In particolare, fin dalle sue origini, la PAC si è posta l’obiettivo di sostenere il comparto agricolo attraverso dei fondi dedicati, al fine di: 
- incrementare la produttività nel settore agricolo;
- assicurare un tenore di vita equo agli agricoltori;
- garantire la sicurezza degli approvvigionamenti;
- stabilizzare i mercati;
- creare una catena di approvvigionamento sicura e a prezzi ragionevoli;
- armonizzare le regole di concorrenza in tutti i Paesi europei.

A novembre 2022 la Commissione agricoltura del Senato e quella delle attività produttive e agricoltura della Camera hanno espresso parere favorevole sulla nomina di Fabio Vitale a direttore generale dell’Agea. Vitale è stato poi nominato con decreto del Ministro dell'agricoltura, della sovranità alimentare e delle foreste ed è in carica dal 7 dicembre 2022.

## Funzioni e competenze
All'Agenzia sono attribuite le competenze istituzionali previste dal decreto legislativo 21 maggio 2018, n. 74, concernenti le funzioni di:  
- organismo pagatore nazionale: fino all’istituzione da parte delle Regioni degli appositi organismi pagatori e al loro riconoscimento da parte del Ministro, Agea funziona come organismo pagatore dello Stato italiano per l’erogazione di aiuti, contributi e premi comunitari. Attraverso lo svolgimento dei compiti di cui all'articolo 4 del decreto legislativo 21 maggio 2018, n. 74. L'Agenzia assicura altresì, nell'esercizio delle sue funzioni di organismo pagatore, il rispetto dei criteri di riconoscimento previsti dall'Allegato I del Regolamento delegato (UE) n. 907/2014[3] per quanto riguarda la ripartizione dei poteri e delle responsabilità a tutti i livelli operativi;
- organismo di coordinamento: ferma restando l'attività di indirizzo del Ministro dell'agricoltura, della sovranità alimentare e delle foreste, con lo svolgimento dei compiti di cui all’articolo 3 del decreto legislativo 21 maggio 2018, n. 74, promuovendo altresì il coordinamento e la vigilanza degli organismi pagatori riconosciuti e della normativa comunitaria di sostegno. L’Agenzia agisce come interlocutore unico dello Stato italiano nei confronti della Commissione europea per tutte le questioni relative al Fondo Europeo Agricolo di Garanzia (FEAGA) ed al Fondo europeo agricolo per lo sviluppo rurale (FEASR) ed è responsabile nei confronti dell'Unione europea degli adempimenti connessi alla gestione degli aiuti derivanti dalla politica agricola comune, nonché degli interventi sul mercato e sulle strutture del settore agricolo, finanziati dal FEAGA e dal FEASR. Restano ferme le competenze attribuite al MASAF nella gestione dei rapporti con l’Unione europea.
- controlli e azioni previste dai regolamenti comunitari e dalle disposizioni nazionali vigenti per tutte le filiere del settore agricolo, della silvicoltura, dell’allevamento animale e in generale dell’agroalimentare: dal 29 marzo 2004, con il Decreto Legislativo n. 99 e decorrenza 1º novembre 2005, AGEA è azionista unico di AGECONTROL.[4]

## Organizzazione

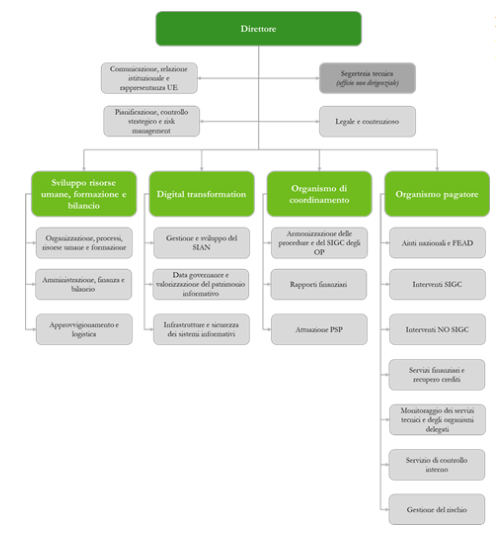
Organigramma dell'Agenzia

Nel 2023 l’Agenzia ha modificato il modello organizzativo, potenziando la struttura organizzativa attraverso l’istituzione di:  
- una nuova struttura di prima fascia preposta alle funzioni di gestione, sviluppo e sicurezza dell’IT e dei sistemi informativi;
- quattro strutture di seconda fascia, di cui una con funzioni di supporto alla presentazione della relazione annuale sull'efficacia dell'attuazione del PSP.

In attuazione del D.L. 13/23, l’Agea si è riorganizzata per: 
- semplificare il modello organizzativo attraverso interventi di razionalizzazione delle funzioni;
- potenziare le attività core dell’Agenzia dell’Organismo di coordinamento e dell’Organismo pagatore con interventi di efficientamento e specializzazione delle funzioni di competenza;
- focalizzare le funzioni IT dell’Agenzia in un'unica struttura di livello generale dedicata alla trasformazione digitale;
- garantire un maggior presidio delle attività di pianificazione, controllo e risk management, legale e contenzioso nonché della comunicazione e delle relazioni istituzionali.

## Riferimenti normativi
- decreto legislativo 27 maggio 1999 n. 165[5]
- decreto legislativo 21 maggio 2018 n.74[6]
- Regolamento delegato (UE) n. 907/2014[7]
- Regolamento delegato (UE) n. 907/2014[8]
- Regolamento (UE) n. 2115/2021[9]
- Regolamento delegato (UE) n. 127/2022[10]
- Regolamento di esecuzione  (UE) n. 128/2022[11]